# Hüssenberg

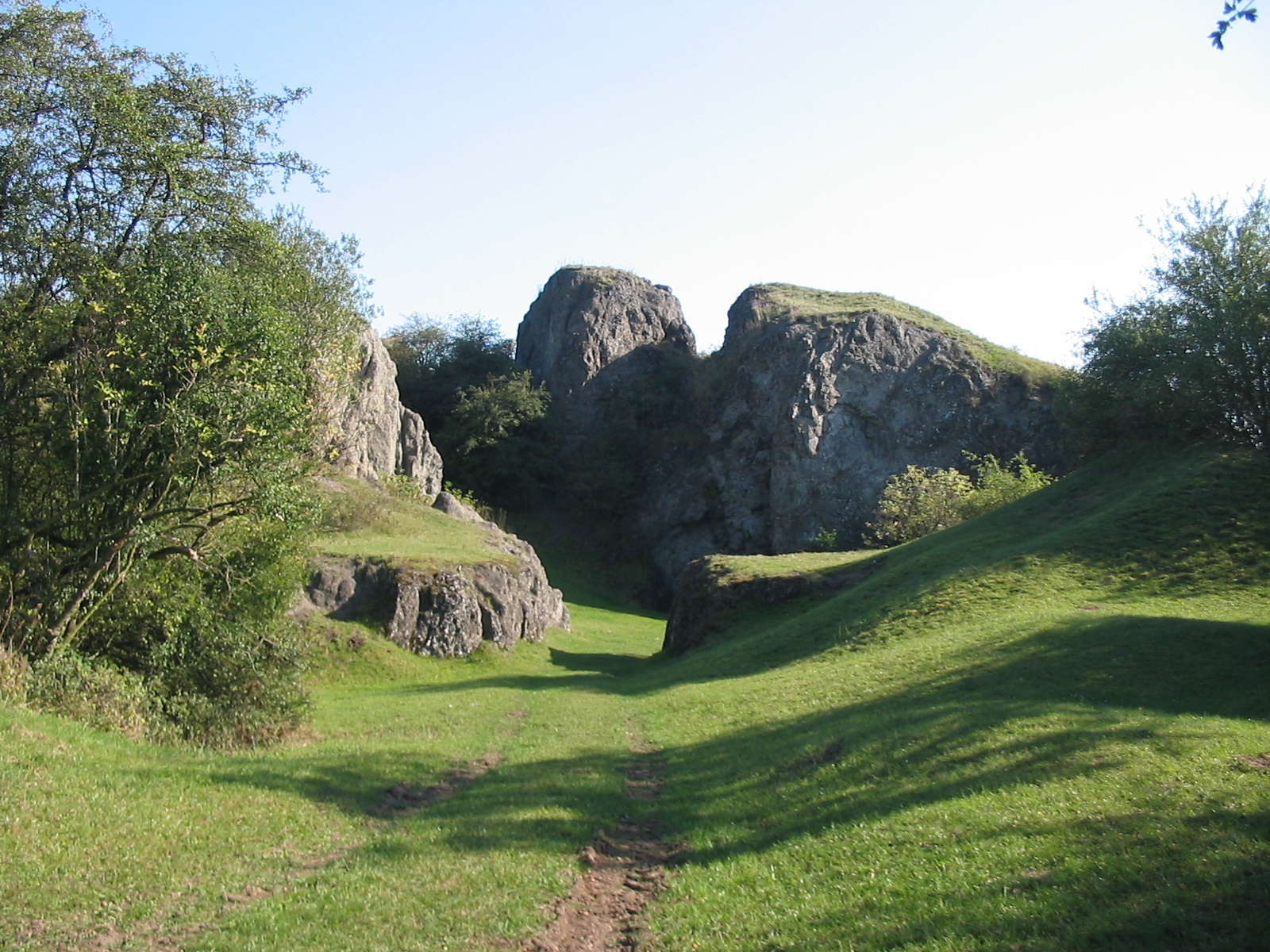
Hüssenberg von innen, September 2005

Der Hüssenberg ist eine 250 m hohe Erhebung westlich von Eissen, Willebadessen. Der Basalt stammt aus dem Vulkanismus des Tertiärs. Er wurde in einem Basaltbruch abgebaut. Seit 2016 beweidet eine Herde Pinzgauer Ziegen den Berg, um die Sukzession durch Gehölze zu unterdrücken. Den Namen soll der Berg haben, weil dort Hussiten um 1425 ihr Lager aufgeschlagen hatten.